# All Night Long (canción de Scorpions)
«All Night Long» es una canción de la banda alemana de hard rock y heavy metal Scorpions, publicada en 1978 como sencillo y en formato extended play. Escrita hace algunos años por el vocalista Klaus Meine y el guitarrista líder Uli Jon Roth, la empleaban generalmente como la canción de apertura de sus conciertos. A pesar de aquello, nunca la registraron para un álbum de estudio porque Roth consideraba que no era lo suficientemente fuerte y siempre la vio como especie de jam session. En 1978, cuando tocaron por primera vez en Japón, la incluyeron al listado de canciones que interpretaron en Tokio y quedó registrada en el primer álbum en vivo de Scorpions, Tokyo Tapes.

## Composición
A mediados de los años setenta, Uli Jon Roth creó el riff de guitarra durante una sesión en una sala de ensayo en la escuela de Langenhagen y, posteriormente, Klaus Meine ideó la letra, que trata sobre una relación física entre un hombre una mujer ninfómana. Durante las giras Virgin Killer Tour (1976) y Taken by Force Tour (1977-1978), la banda la interpretó en vivo como canción de apertura, pues parecía ser perfecta para enganchar al público. Sin embargo, nunca la registraron para un álbum de estudio, porque Roth consideraba que no era lo suficientemente fuerte y siempre la vio como una especie de jam session. Considerada como una canción de hard rock, posee «un riff de guitarra técnico y enérgico», según el crítico Martin Popoff.
En 2015, para conmemorar el quintuagésimo aniversario de la banda, la maqueta se incluyó como pista adicional en la reedición del álbum Animal Magnetism. Esta difiere de la versión en vivo, porque presenta un estilo más cercano al blues. Aunque es el único registro de estudio, se rumora que se pudo haber grabado en 1977, durante las sesiones de Taken by Force.

## Lanzamiento
«All Night Long» salió a la venta el 8 de agosto de 1978, a través de RCA Records. Editado en los formatos vinilo de 12" y extended play contó con las canciones «All Night Long» y «Fly to the Rainbow» en el lado A, y con «Speedy's Coming» e «In Trance» en el B. Después de que el álbum Lovedrive comenzó a tener éxito en varios países, RCA decidió relanzar el sencillo en determinados mercados en 1979. En la semana del 3 de septiembre de 1979 alcanzó el puesto 95 en la lista de sencillos de la revista británica Record Business.

## Lista de canciones
| N.º | Título               | Escritor(es)           | Duración |  |
| 1.  | «All Night Long»     | Meine, Roth            | 3:43     |  |
| 2.  | «Fly to the Rainbow» | Michael Schenker, Roth | 9:32     |  |
| 3.  | «Speedy's Coming»    | Schenker, Meine        | 3:33     |  |
| 4.  | «In Trance»          | Schenker. Meine        | 4:44     |  |

## Músicos
- Klaus Meine: voz
- Rudolf Schenker: guitarra rítmica
- Uli Jon Roth: guitarra líder y voz en «Fly to the Rainbow»
- Francis Buchholz: bajo
- Herman Rarebell: batería